# هنري لينكولن جونسون
هنري لينكولن جونسون (بالإنجليزية: Henry Lincoln Johnson, Sr.)‏ هو أمين الأرشيف ومحامي أمريكي، ولد في 27 يوليو 1870 في أتلانتا في الولايات المتحدة، وتوفي في 10 سبتمبر 1925 في Howard University Hospital ‏ في الولايات المتحدة.